# Pjotr Beketov

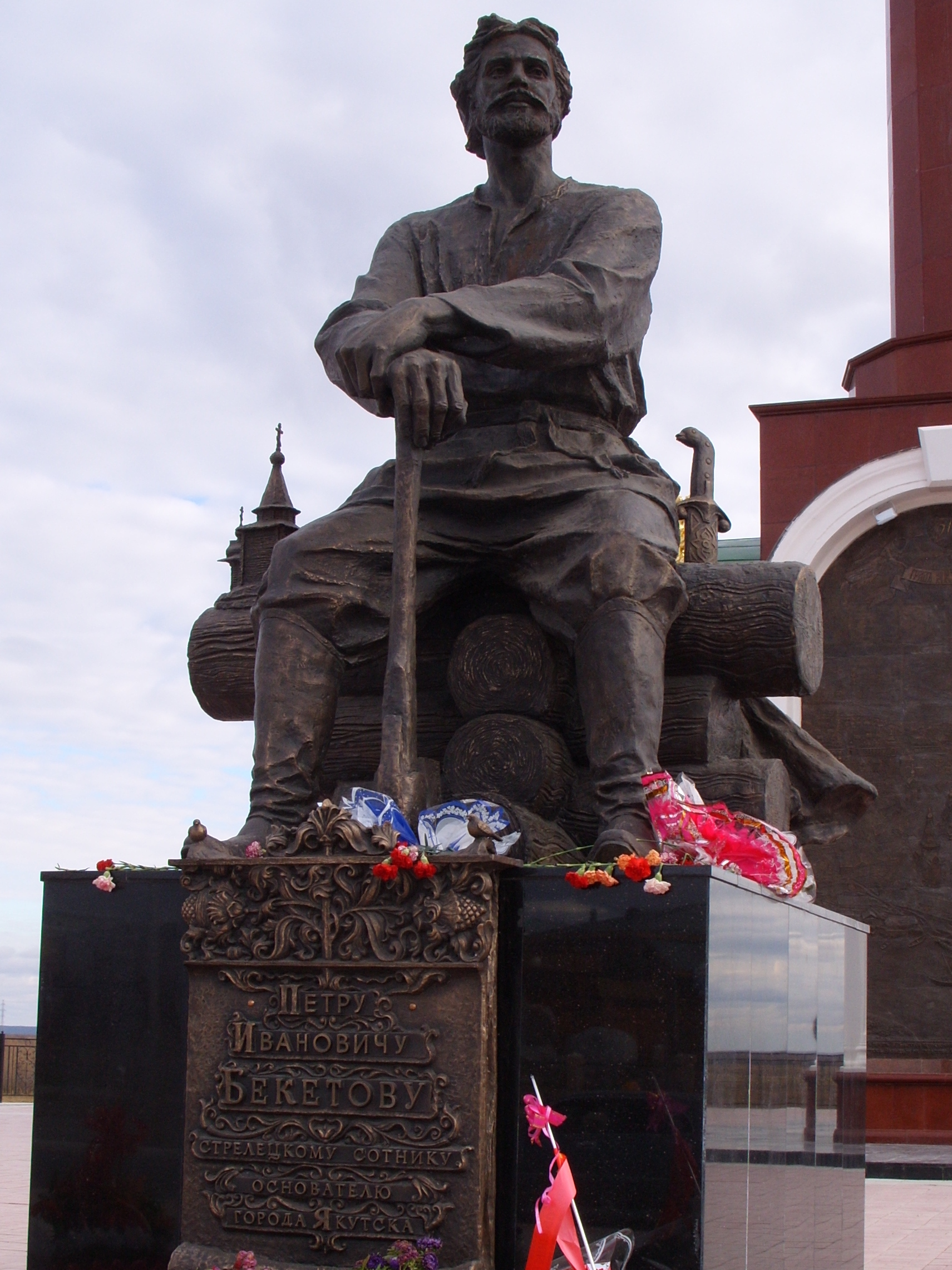
Standbeeld voor Beketov in Jakoetsk

Pjotr Ivanovitsj Beketov (Russisch: Пётр Иванович Бекетов) (ca. 1600 - 1661 of later) was een Russische woiwode en ontdekkingsreiziger (zemleprochodets) van Siberië. Hij stichtte de Siberische steden Nertsjinsk, Oljokminsk, Tsjita en Jakoetsk.

## Biografie
In 1624 trad hij in dienst bij een regiment van de strelitsen. In 1627 werd hij op eigen verzoek naar Siberië gestuurd naar de ostrog Jenisejsk.

### Toengoezencampagne
In 1628 werd hij aangesteld als hoofd van een groep van negentig man en naar de 'Toengoezen' (Evenken) van de Angara gestuurd om deze te 'pacificeren', nadat dezen een jaar eerder het detachement van Maksim Perfiljev hadden aangevallen. Hij kreeg de opdracht om de 'inboorlingen' niet met militaire middelen te onderwerpen, maar door overreding en "gulhartigheid". Beketov wist deze taak met succes te volbrengen. Hij was de eerste Rus die Boerjatië binnentrok. In de benedenloop van de Angara stichtte hij de ostrog Rybinsk, waarna hij terugkeerde naar Jenisejsk met jasak en amanat (gijzelaars).

### Activiteiten langs de Lena
In 1631 werd Beketov opnieuw vanuit Jenisejsk uitgestuurd voor een lange veldtocht. Deze keer werd hij aan het hoofd van dertig Siberische Kozakken gesteld en kreeg hij de opdracht naar de grote rivier de Lena te gaan om daar voet aan de grond te krijgen. De Duitse historicus Fischer schrijft dat deze 'zakenreis' moest worden gezien als een erkenning van zijn eerdere verdiensten en mogelijkheden voor de Russische staat. In het voorjaar van 1632 bereikte zijn detachement de Lena. Niet ver van de samenvloeiing van de Aldan bouwden deze zogenoemde 'Beketov-kozakken' een ostrog die later bekend werd als de oorspronkelijke locatie van Jakoetsk (Sottintsy). Als vertegenwoordiger van deze nieuwe ostrog zond hij expedities uit naar de Viljoej en de Aldan en  stichtte achtereenvolgens in 1632 Zjigansk en in 1636 Oljokminsk.

### Promotie
Nadat Ivan Galkin hem verving, keerde hij terug naar Jenisejsk, vanwaar hij in 1640 met 11.000 roebel aan jasak naar Moskou trok. Aldaar kreeg Beketov de rang van golova ("hoofd" over meestal ca. 600 tot 1200 man) van de streletsen en hoofd van de kozakken. In 1641 werd Beketov aangesteld over de kozakken van de ostrog van Jenisejsk.

### Boerjatencampagne
In 1652 trok Beketov met een groep kozakken naar het gebied van de Boerjaten van de Transbaikal voor een nieuwe tocht om jasak te innen onder de lokale bevolking. In de Transbaikal bouwden ze de ostrog Oest-Prorva (nu Posolskoje) aan de monding van de Selenga. Daarna voer zijn groep de Selenga op en haar zijrivier de Chilok tot een meer bij de rivier de Irgen. In 1653 stichtte een detachement de ostrog Irgen bij dit meer. In de late herfst stak hij met zijn 53 man sterke groep het Jablonovygebergte over en daalde af naar de vallei van de rivier de Ingoda. Het pad van de Irgen naar de Ingoda waarover Beketov zich verplaatste, werd later onderdeel van de Siberische Trakt. Omdat de Ingoda begon te bevriezen liet Beketov winterverblijven inrichten ter hoogte van het huidige Tsjita. In november 1654 bereikten tien kozakken van Beketov onder leiding van Maksim Oerasov de monding van de rivier de Nertsja, waar zij de ostrog Neljoedski bouwden (nu Nertsjinsk). Er werd een kaarttekening gemaakt van de afgelegde route. In de buurt van de huidige stad Sjilka overleefden Beketov en zijn 'metgezellen' de moeilijke winter met honger en aanvallen door Boerjaten.  In de lente van 1655 werden betrekkingen aangeknoopt met de Boerjaren, maar was het detachement gedwongen om de ostrog te verlaten om niet van de honger te sterven, waarop Beketov met zijn mannen naar de Amoer trok.
In 1660 vertrok Beketov van Jenisejsk voor een nieuwe betrekking naar Tobolsk, waar hij in 1661 een ontmoeting had met aartspriester Avvakoem (waarmee hij een conflict had) en met panslavist Juraj Križanić. Waarschijnlijk stierf hij in hetzelfde jaar.